# ピョートル・スヴャトポルク＝ミルスキー

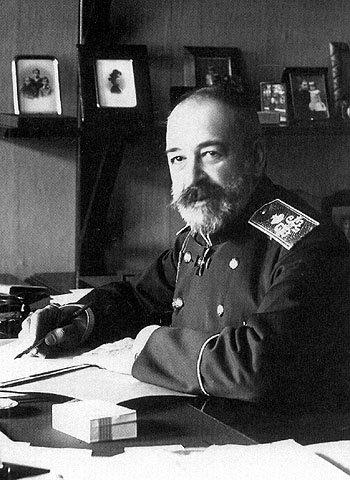
ピョートル・スヴャトポルク＝ミルスキー

ピョートル・ドミトリエヴィッチ・スヴャトポルク＝ミルスキー公爵（Пётр Дми́триевич Святопо́лк-Ми́рский、Pyotr Dmitrievich Sviatopolk-Mirskii、1857年8月18日（ユリウス暦8月6日） - 1914年5月16日（ユリウス暦5月8日）は、帝政ロシアの軍人、警察官僚、政治家。1904年から1905年にかけてニコライ2世の時代にロシア帝国内務大臣を務めた。

## 経歴
父は、ドミトリー・イワノヴィッチ・スヴャトポルク＝ミルスキー将軍。息子は、文学史家のD. S. ミルスキー（本名はドミトリー・ペトローヴィッチ・ミルスキー）。
カフカスのウラジカフカスに生まれる。生家のスヴャトポルク＝ミルスキー公爵家は、ベラルーシに起源を持つ名門である。1874年ロシアの軍人、官吏養成機関であるPage Corpsを首席で卒業した。1875年皇后付き近衛軽騎兵隊に大尉として配属された。
1877年から1878年に露土戦争に従軍し、カルスの戦いで殊勲を立てた。1881年参謀大学を卒業する。1884年ロシア陸軍第31歩兵師団参謀。1887年第3擲弾兵師団参謀。1895年ペンザ県知事。1897年エカチェリノスラフ県知事を務める。
1900年ドミトリー・シピャーギン内相は、スヴャトポルク＝ミルスキーを内務次官兼憲兵隊司令官に任命した。1902年シピャーギンが暗殺されると次官を辞すが、現在のリトアニア、ベラルーシを管轄する北西管区総督の地位を慰留された。総督としてスヴャトポルク＝ミルスキーは、ポグロムに代表される少数民族の抑圧策を転換し、自由主義的な改革を実施し穏健派として信用を得た。
1904年7月内相プレーヴェが暗殺されると、後任の内相に任命される。この事態は、自由主義者、穏健派の保守主義者に対する勝利と見なされ、また、宮廷においては皇太后マリア・フョードロヴナ（アレクサンドル3世皇后、ニコライ2世母后）の一派の勝利であるとみなされた。ニコライ2世の皇后アレクサンドラが夫帝同様、徹頭徹尾専制政治を志向していたのに対して、マリア・フョードロヴナは自由主義改革を支持していた。またスヴャトポルク＝ミルスキーの姉妹オリガは皇太后に仕えていた。
保守主義者の中でも、セルゲイ・ヴィッテとシピャーギンは、スヴャトポルク＝ミルスキーの高い知性と倫理、良識に対して敬意を払っていた。スヴャトポルク＝ミルスキーが企図したロシア帝国の自由主義的改革は、当然注目に値するものと評価された。改革は、地方自治機関であるゼムストヴォの権限強化から着手された。ゼムストヴォには方針の決定や計画の調整に関する権限が付与された。さらに改革は、国家評議会布告として具体化された。この中には、ロシア社会民主労働党の合法化、出版、信教の自由、地方自治権の拡充、非ロシア系少数民族に対する抑圧の緩和、及びこれらを規定していた特別立法の撤廃を含む広範なものであった。さらに、スヴャトポルク＝ミルスキーは一歩踏み込んで議会の開設を許可したのみならず、国会開設に至る具体的な計画策定にも参加して、憲法制定を計画するとともにニコライ2世の勅許を得ることにも成功した。
スヴャトポルク＝ミルスキーは国家評議会に広範な権限を付与することを計画した。しかし、1904年12月スヴャトポルク＝ミルスキー案はあまりにも急進的過ぎるとの理由で却下されてしまう。結局、1905年の混乱を収拾すべく発布された十月詔書（十月宣言）は、スヴャトポルク＝ミルスキー案より急進的な内容を盛り込まざるを得なくなったのは皮肉であった。
1905年1月22日（ユリウス暦1月9日）、首都サンクトペテルブルクで労働者によるデモに対し政府当局が発砲、多数の死傷者を出した。いわゆる血の日曜日事件である。スヴャトポルク＝ミルスキーは、デモに対して発砲を許可してはいなかったが、反対派の改革がデモを助長したとする主張もあり、内相として事件の責任を取り、1905年2月辞職した。閣僚経験者として国家評議会に加わるはずであったが、それもかなわず失脚した。